# Emberáldozat
Az emberáldozat egy vagy több ember megölése egy rituálé részeként, amelyet az istenek, az uralkodó vagy más tekintélyes személy vagy halott ősök szellemeinek ajánlottak fel áldozatként.
Sok kultúrában és társadalomban gyakorolták a történelem előtti időktől kezdve. A vaskortól kezdve Afrikában, Európában és Ázsiában egyre ritkább volt, és a klasszikus ókorban a civilizációs társadalmak már barbár tettnek tekintették. Az amerikai kontinensen azonban egyes társadalmak továbbra is gyakorolták, egészen az európai gyarmatosítás idejéig. 
Európában az ókorban és a középkor első felében a kelták, a germánok, a szlávok is mutattak be emberáldozatot. A középkorban főleg Dél-Amerika és Közép-Amerika területén volt jellemző.

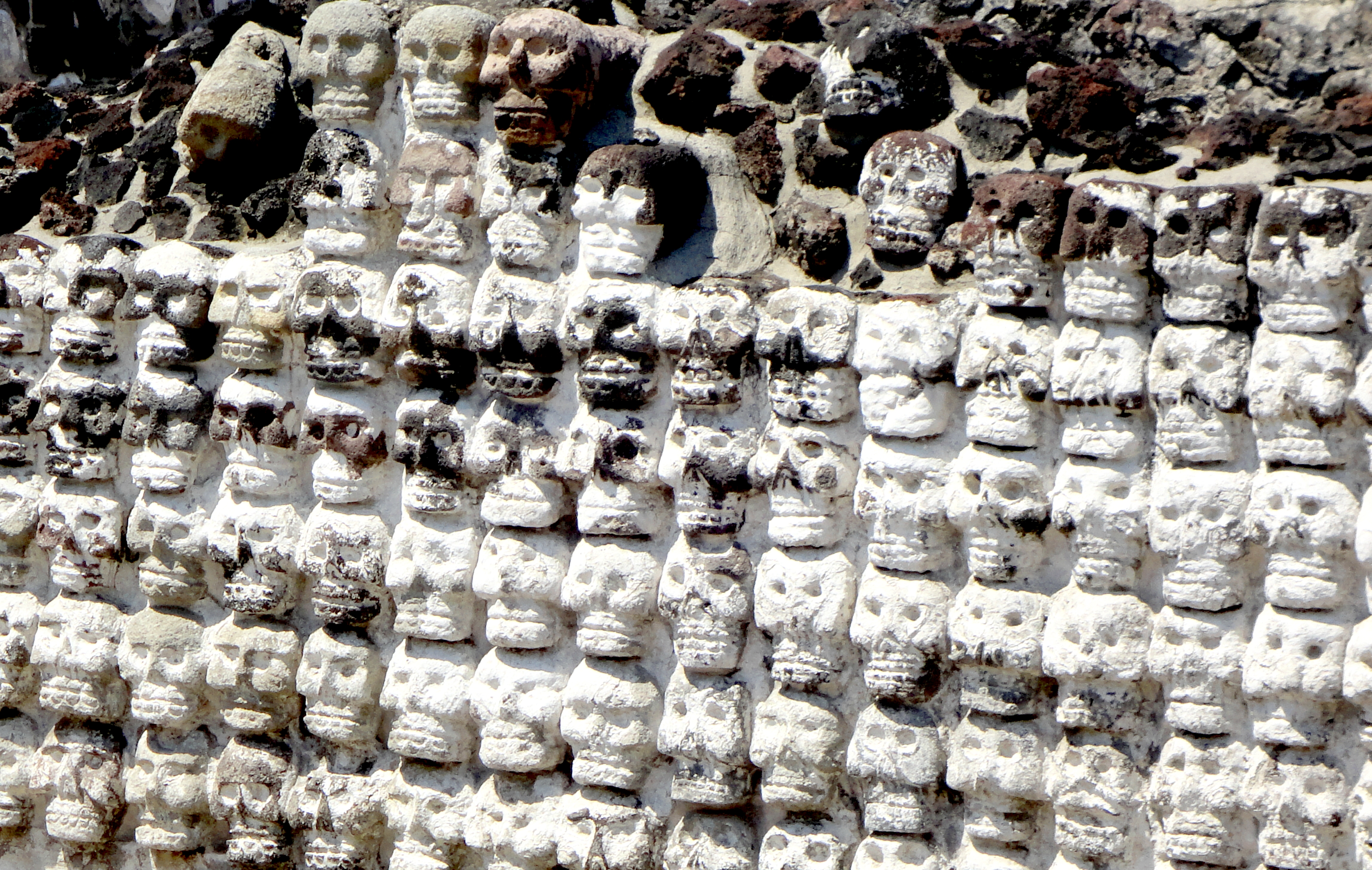
Koponyaállvány (tzompantli) a mai Mexikóvárosban, az egykori Tenocstitlanban

## Ókori Közel-Kelet, Észak-Afrika

### Egyiptom
A korai dinasztikus korszakban Abüdosznál lehet bizonyíték arra, hogy emberáldozatot hoztak, amikor egy uralkodót a halálakor szolgákkal, esetleg magas rangú tisztviselőkkel temették el, akik az örök életben is szolgálták őt. A megtalált csontvázakon nem találták erőszak nyilvánvaló jeleit, ami azt feltételezi, hogy az alattvalók halála a király szolgálatáért vagy önkéntes cselekedet lehetett vagy méreg okozta azt. Kr. e. 2800-tól az ilyen emberáldozatok gyakorlatának bizonyítéka többnyire eltűnt.

### Mezopotámia
Leonard Woolley angol régész Subat sumer királynő (ur.: Kr. e. 2600 körül) sírboltjában két sorban feküdve találta lemészárolva az udvarhölgyeket. Továbbá ott feküdt egy muzsikus, a hárfás; karcsontjai még a kicifrázott hangszer felett feküdtek, amit valószínűleg átölelve tartott, míg csak a halálos döfés találta. Aztán a ravatalon is, amin a királynő nyugodott, két csontváz volt összegörnyedve, mintha csak egy ütéssel terítették volna le őket.
Az uralkodónak a legnagyobb áldozatot hozták, emberi életeket. A hullák fekvéséből és a leletek összes körülményeiből arra lehetett következtetni, hogy ezek az udvari hölgyek, testőrök és szolgák nem szabad akaratból követték úrnőjüket a halálba, hanem áldozattá váltak. A túlvilágon is szüksége volt az uralkodónak szolgálókra, használati tárgyakra, különféle eszközökre, ékszerekre is.

### Kánaán
A Héber Bibliában található utalások az emberáldozat jelenségére az ókori közel-keleti vallási gyakorlatok történetében.
Mózes első könyve alapján Isten próbatételként Ábrahámot is felkérte fiának, Izsáknak a feláldozására.

### Föníciaiak
Római és görög források szerint a föníciaiak és a karthágóiak csecsemőket áldoztak fel isteneiknek. A modern időkben számos csecsemő csontjaira bukkantak a karthágói régészeti lelőhelyeken, de haláluk oka továbbra is ellentmondásos.
A Biblia állítása szerint gyerekeket áldoztak fel Moloch istennek.

## Görög-római világ
Az ókori Rómában az emberáldozat ritka volt, de dokumentálták. A szerzők egyértelművé teszik, hogy az ilyen gyakorlatok a múltban a sokkal civilizálatlanabb időkben voltak.
Idősebb Plinius szerint Publius Licinius Crassus és Gnaeus Cornelius Lentulus konzulsága idején, Kr. e. 97-ben törvény tiltotta meg az emberáldozatot, bár ekkor már olyan ritka volt, hogy a rendelet nagyrészt csak szimbolikus volt.

## Európai népek

### Kelták
Római források szerint a kelta druidák széles körben végeztek emberáldozatokat.

### Germánok
A korai germán népeknél az emberáldozat nem volt különösebben gyakori, de kivételes helyzetekben folyamodtak hozzá, például terméskiesés, szárazság, éhínség vagy háború esetén. A későbbi skandináv gyakorlatban úgy tűnik, hogy az emberáldozat intézményesültebbé vált, és rendszeres időközönként (Brémai Ádám középkori történetíró szerint kilencévente) megismétlődött egy nagyobb áldozat részeként.
Tacitus római író olyan germán emberáldozatokról számolt be, amit Merkúrnak és Ízisznek hozott áldozatként értelmezett, különösen a szvébek körében. Azt is állította, hogy a germánok feláldozták a fogoly római parancsnokokat és tiszteket a teutoburgi csata után. Iordanes beszámol arról, hogy a gótok hogyan áldoztak fel hadifoglyokat Tyr istennek.

### Szláv népek
A 10. században Ahmad ibn Ruszta perzsa felfedező leírta a ruszok temetési szertartásait, köztük egy fiatal rabszolganő feláldozását. León diakónus leírja, hogy a Szvjatoszláv vezette ruszok fogolyáldozatokat mutattak be az orosz-bizánci háború során, az „ősi szokásaiknak megfelelően”.
A 12. századi orosz Nyesztor-krónika szerint a hadifoglyokat a legfőbb szláv istenségnek, Perunnak áldozták fel. Miután a 980-as években I. Vlagyimir nagyfejedelem megkereszteltette a Ruszt, a pogány isteneknek való áldozatokat a pogánysággal együtt betiltotta.
A régészeti leletek azt mutatják, hogy ez a gyakorlat széles körben elterjedt lehetett, legalábbis a rabszolgák köréből.

## Amerika

### Dél-Amerika
A dél-amerikai inkák gyakorolták az emberáldozatot, különösen nagy ünnepeken vagy királyi temetéseken, ahol az alattvalókat feláldozták, hogy elkísérjék a halottakat a következő életbe.
A mocsikák tömegesen áldoztak fel tinédzsereket, ahogy Steve Bourget régész megállapította, amikor 1995-ben 42 serdülő fiú csontjait fedezte fel.

### Maják
A mezo-amerikai maják úgy hitték, hogy a cenoték az alvilágba vezető bejáratok. A hitüknek megfelelően embereket áldoztak fel; élve ledobták őket a cenotéba, hogy Chaac vízisten kedvére legyenek. Ennek legfigyelemreméltóbb példája a Chichén Itzá-i „Szent Cenote” . A kiterjedt kutatások során negyvenkét ember maradványai kerültek elő, ezeknek fele húsz évnél fiatalabb volt.

### Aztékok

#### A vérontás oka
Fontos megérteni, miért végeztek az aztékok emberáldozatot. Az aztékok (mexikák) teremtéstörténete szerint az istenek saját vérüket adták az emberiség megteremtéséért. Mivel az ember így ajándékba kapta az életet, örökké tartozik az isteneknek – a tartozás fejében pedig rendszeresen emberi vért kell felajánlani. A vért a közép-amerikai vallásban a termékenységgel is összekötötték, ezért mindenkinek kellett vért adnia valamikor életében. Általában ezzel biztosították a termés növekedést és a gyerekszületést, és úgy végezték el, hogy megszúrták nyelvüket, combjukat, karjukat, mellkasukat vagy nemi szervüket. A legfontosabb és leglátványosabb szertartásos véráldozat azonban a lépcsős piramisok tetején történt.

#### Sasszárnyon
A kőből készült cuahxicallit (szó szerint: sas lopótök edény) az azték papok az isteneknek szánt áldozatokhoz használták, és gyakran sast vagy jaguárt formázott. Belsejében helyezték el a legértékesebb áldozati ajándékot, a még mindig meleg szívet.

#### Erőltetett menet a túlvilágba
Négy pap a fogoly kezét-lábát megragadva kifeszítette a testét, az ötödik pap pedig kőkéssel kivágta a szívét. Később lent a földön egy másik pap pedig levágta a fejét, és elhelyezte egy közeli koponyatartón. 
Mindegyik korai spanyol tudósító megemlékezik arról, hogy láttak koponyákkal teli állványokat, úgynevezett tzompantlikat a lépcsős piramisok mellett. A tenochtitláni Nagy piramis mellett állóra a becslések szerint több mint százezer koponya fért fel. Az Eduardo Matos Moctezuma által vezetett feltárások során felszínre került egy áldozati oltár, amelyet több mint 240, sorba rendezett, faragott kőkoponya díszített, ahogy Hernán Cortés katonái leírták. Fontos, hogy a több ezer koponyán még rajta volt a felső csigolya, amikor megtalálták. Ez azt mutatja, hogy az áldozatok fejét közvetlen haláluk után vágták le. A legutóbbi ásatások során a Nagy templomnál megtalálták azt az áldozati követ, melyet Motolinia ferences szerzetes leírt, aki a hódítás idején járt a városban, és éppen ott volt, ahol ő mondta: „a lépcsők fölött, a bálványok oltára előtt”. Ugyanekkor találtak egy Tlalocnak bemutatott áldozatot, amely 42 gyerekkoponyából és -csontból állt.

#### Halálvíziók

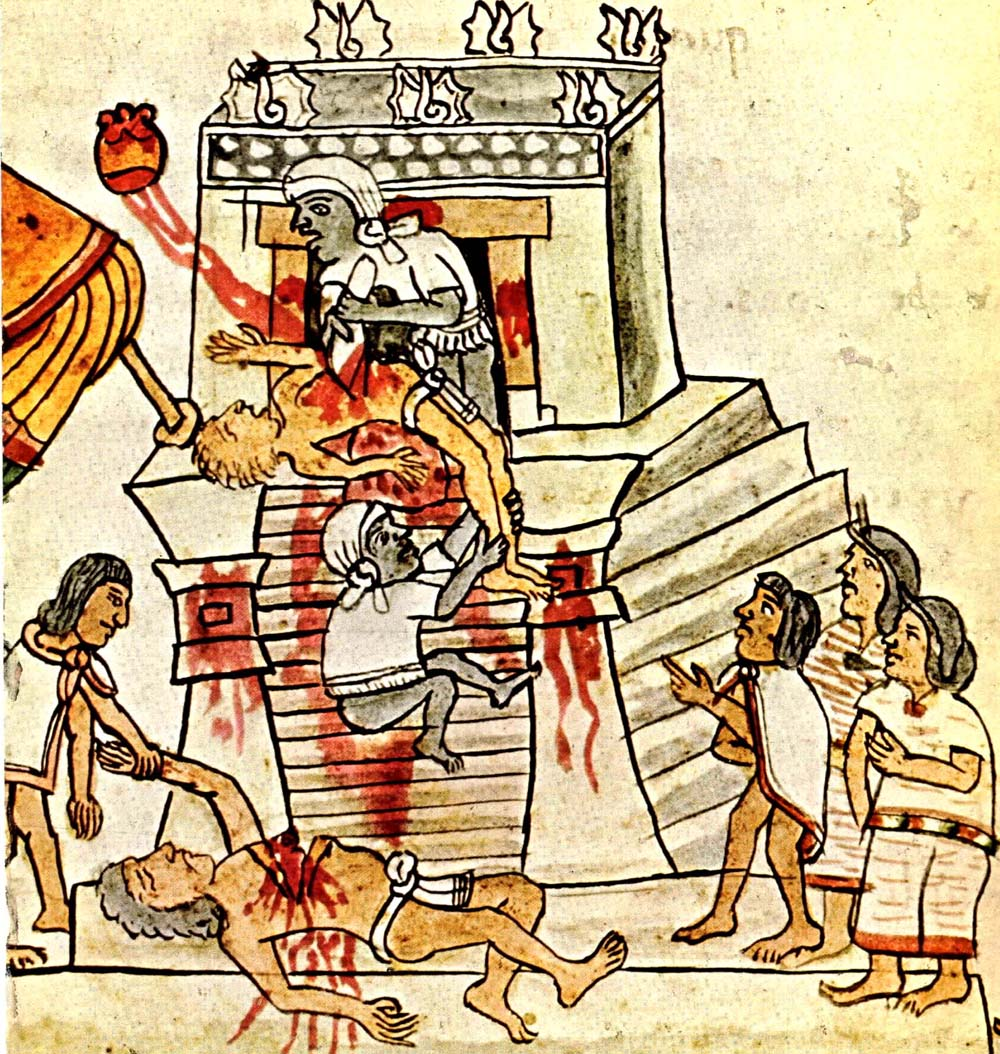
Azték emberáldozat

A rettegő áldozatok halála és testük feldarabolása gyakran megjelenik az azték művészetben. Az azték Coyolxauhqui istennő 1978-ban talált hatalmas faragott korongján az istennőt levágott karral és lábbal ábrázolták. Coatlicue istennő hatalmas szobrát szívek, emberi belső részek, koponyák és végtagok koszorúzzák. A tenochtitláni Naptárkönyvön (vagy Napkövön) Tonatiuh napisten arcát emberi szíveket tartó karmok szegélyezik. Xipe Totec isten szobrai különösen megdöbbentők. Az áldozat után a holttestet megnyúzták, majd a pap magára öltötte a friss emberi bőrt, hátul szépen összekötve. Xipe totec számos kőábrázolásán látható, hogy így viselték az áldozat bőrét. Sok holttestnek valószínűleg megették a végtagjait, főleg a nemesek. De az az elmélet, ami szerint az emberhús fogyasztása végett volt szükség – ahogy Michael Harner és Marvin Harris állítja –, általánosan nem elfogadott. Bár az azték étrendben kevés hús volt, a bab és a kukorica megfelelő fehérjeforrást biztosított, és biztosít sok mexikóinak még ma is.

### Hátborzongató díszítés
Az aztékok a feláldozott emberek koponyáját a tzompantli nevű koponyatartókra helyezték. Bár ezek a borzasztó kiállítások nem maradtak fenn napjainkig, a korábban a Tempo Mayor északi részéhez tartozó, stukkóval borított reliefek, igen érzékletesen ábrázolják a koponyák sorait.